# Scaptrella cincta
Scaptrella cincta är en rundmaskart som beskrevs av Nathan Augustus Cobb 1917. Scaptrella cincta ingår i släktet Scaptrella och familjen Scaptrellidae. Inga underarter finns listade i Catalogue of Life.